# Posht Tangeh
Posht Tangeh (persiska: پُشت تَنگِ پَريان, اُولاد, پریان پشت تنگ, Posht Tang-e Parīān, Parīān-e Posht Tang, پشت تنگه) är en ort i Iran.   Den ligger i provinsen Lorestan, i den västra delen av landet, 400 km sydväst om huvudstaden Teheran. Posht Tangeh ligger 1 239 meter över havet och antalet invånare är 142.
Terrängen runt Posht Tangeh är kuperad åt sydväst, men åt nordost är den platt.Runt Posht Tangeh är det ganska tätbefolkat, med 52 invånare per kvadratkilometer. Närmaste större samhälle är Kūhdasht, 11,1 km nordost om Posht Tangeh. Omgivningarna runt Posht Tangeh är i huvudsak ett öppet busklandskap.